# Konstance af Kastilien
Konstance af Kastilien (1136 eller 1140 – 4. oktober 1160) var dronning af Frankrig som Ludvig 7.'s anden hustru, efter at hans ægteskab med Eleanora af Aquitanien var blevet annulleret. Hun var datter af Alfons 7. af Kastilien og Berengaria af Barcelona, men hendes fødselsår er ukendt.

## Liv
Den officielle årsag til hendes mands annullering af ægteskabet med Eleanora af Aquitanien havde været, at han var for tæt beslægtet med Eleanora til at ægteskabet var lovligt efter Kirkens love. Han var dog endnu nærmere beslægtet med Konstance.
Konstance døde i forbindelse med fødslen af sit andet barn. I desperation efter en søn giftede hendes mand sig igen kun fem uger efter hendes død.
Konstance blev begravet i Saint-Denis Basilikaen, Frankrig.

## Børn
Konstance fik to børn:
1. Margrete af Frankrig, 1157–1197, som først var gift sig med Henrik den Unge Konge af England,[4] og derefter Béla 3. af Ungarn[5]
2. Adéle af Frankrig, 1160–1220, som var gift med Vilhelm 4., greve af Ponthieu[6]